# Vojtěch Loudín
Vojtěch Loudín (* 11. listopadu 1990 Mladá Boleslav) je bývalý český shorttrackař.
Ve Světovém poháru debutoval v únoru 2009. Pravidelně se účastnil evropských a světových šampionátů. Jeho nejlepším individuálním výsledkem je 11. místo v závodě na 1500 m na Mistrovství světa 2010. Na Mistrovství Evropy 2012 pomohl českému družstvu k devátému místu ve štafetě na 5000 m. Startoval na Zimních olympijských hrách 2014, kde v závodě na 1500 m obsadil 26. místo. Po sezóně 2013/2014 ukončil z finančních důvodů svoji sportovní kariéru.